# 朱孟爟
岳陽悼惠王朱孟爟（1394年3月15日—1426年），明朝楚藩第一代岳陽王，楚昭王朱楨的庶第九子。

## 生平
洪武二十七年二月癸未（1394年3月15日），朱孟爟出生。永樂二年（1404年），封岳陽王。
宣德六年（1426年），朱孟爟去世，享年三十三歲，諡號悼惠。

## 家庭

### 妻
- 妃刘氏，中军左都督刘谦孙女，永樂十一年（1413年）冊為岳陽王妃[4]，永樂十五年（1417年）薨[5]

### 子
- 长子：岳陽恭僖王朱季境
- 第二子：鎮國將軍朱季墀[6]
- 第三子：鎮國將軍朱季坡[7]